# جمهورية مصر (1953–1958)
جمهورية مصر هي دولة سابقة أقيمت في عام 1953 تحت حكم محمد نجيب في أعقاب ثورة 23 يوليو والتي أنهت حكم الأسرة العلوية في مصر، وحلت سنة 1958 مع الاتحاد مع سوريا وقيام الجمهورية العربية المتحدة.
ضمت أراضي دولة مصر الحديثة بالإضافة إلى قطاع غزة الذي تحكمه محمية عموم فلسطين، شملت المنطقة أيضًا السودان وجنوب السودان المعاصرين حتى عام 1956 عندما تم إلغاء الحكم الثنائي الإنجليزي المصري، وُمنحت جمهورية السودان الاستقلال.

## الثورة

### الضباط الأحرار
نشأت جمهورية مصر في أعقاب ثورة 23 يوليو عام 1952 بقيادة الضباط الأحرار، وهم مجموعة من ضباط الجيش يتزعمهم محمد نجيب وجمال عبد الناصر، والذين أرادوا الإطاحة بالملك فاروق وإلغاء حكم أسرة محمد علي في مصر.
كانت أهداف الضباط الأحرار هي إسقاط المملكة المصرية، وإنشاء جمهورية، وإنهاء الاحتلال البريطاني لمصر، بما في ذلك قناة السويس، وتأمين استقلال السودان عن البريطانيين، الذين حكموه باسم السودان الإنجليزي المصري. تبنت الحكومة الثورية أجندة قومية مناهضة للإمبريالية، والتي تم التعبير عنها بشكل رئيسي من خلال القومية العربية وعدم الانحياز الدولي.
واجهت الثورة تهديدات فورية من القوى الإمبريالية الغربية، وخاصة المملكة المتحدة، التي احتلت مصر منذ عام 1882، وفرنسا، وكلاهما كانا حذرين من تصاعد المشاعر القومية في الأراضي الخاضعة لسيطرتهما في جميع أنحاء أفريقيا والوطن العربي. كما شكلت حالة الحرب المستمرة مع إسرائيل تحديًا خطيرًا، حيث زاد بالفعل وصول الضباط الأحرار للحكم من دعم مصر القوي للفلسطينيين. اندمجت هاتان القضيتان بعد أربع سنوات من الثورة عندما غزت بريطانيا وفرنسا وإسرائيل مصر في أزمة السويس عام 1956. وعلى الرغم من الخسائر العسكرية الهائلة، فقد كان يُنظر إلى الحرب على أنها انتصار سياسي لمصر، خاصة أنها غادرت مصر. قناة السويس تحت سيطرة مصرية بلا منازع للمرة الأولى منذ عام 1875، مما أدى إلى محو ما كان يُنظر إليه على أنه علامة على الإهانة الوطنية. وقد عزز هذا من جاذبية الثورة في الدول العربية والأفريقية الأخرى.

### الانقلاب
بينما كان الضباط الأحرار يخططون للإطاحة بالنظام الملكي في 2 أو 3 أغسطس، فقد قرروا التحرك مبكرًا بعد أن علم محمد نجيب من خلال تسريب خرج من مجلس الوزراء المصري في 19 يوليو، بأن الملك فاروق حصل على قائمة بأسماء الضباط الأحرار المعارضين وتم تعيينهم لاعتقالهم. وهكذا قرر الضباط شن ضربة استباقية، وبعد الانتهاء من خططهم بالاجتماع في منزل خالد محيي الدين، بدأوا انقلابهم ليلة 22 يوليو. بقي محيي الدين في منزله وذهب محمد أنور السادات إلى السينما.

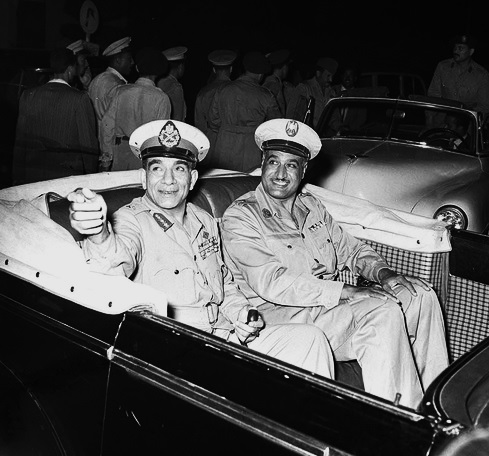
ناصر (يمين) ومحمد نجيب (يسار) خلال الاحتفالات بالذكرى الثانية لثورة 1952 في يوليو 1954

وفي الوقت نفسه، أجرى رئيس تنظيم الضباط الأحرار، جمال عبد الناصر، اتصالات مع جماعة الإخوان المسلمين والحركة الديمقراطية الشيوعية للتحرير الوطني لضمان دعمهم. في صباح يوم 23 يوليو، غادر هو وعبد الحكيم عامر منزل محيي الدين بملابس مدنية وتجولا في القاهرة بسيارة ناصر لجمع الرجال لاعتقال القادة الملكيين الرئيسيين قبل وصولهم إلى ثكناتهم والسيطرة على جنودهم. وعندما اقتربوا من جسر القبة، التقت بهم وحدة مدفعية بقيادة يوسف صديق قبل أن يقود كتيبته للسيطرة على القيادة العامة العسكرية لاعتقال رئيس أركان الجيش الملكي حسين سري عامر وجميع القادة الآخرين الذين كانوا موجود في المبنى. وفي الساعة السادسة صباحًا بدأت وحدات سلاح الجو التابعة للضباط الأحرار القيام بدوريات في سماء القاهرة.
وبحلول 25 يوليو، كان الجيش قد احتل الإسكندرية، حيث كان الملك يقيم في قصر المنتزه. مذعورًا، ترك فاروق المنتزة وهرب إلى قصر رأس التين على الواجهة البحرية. وأمر نجيب ربان يخت فاروق المحروسة بعدم الإبحار دون أوامر من الجيش.[بحاجة لمصدر]
واندلع جدل بين الضباط الأحرار حول مصير الملك المخلوع. وبينما اعتقد البعض (بما في ذلك اللواء نجيب وعبد الناصر) أن أفضل قرار هو إرساله إلى المنفى، رأى آخرون أنه يجب محاكمته أو إعدامه. أخيرًا، صدر الأمر لفاروق بالتنازل عن العرش لصالح ابنه، ولي العهد أحمد فؤاد، الذي اعتلى العرش بصفته الملك فؤاد الثاني، وتم تعيين مجلس وصاية من ثلاثة رجال. تمت مغادرة الملك السابق إلى المنفى يوم السبت 26 يوليو 1952، وفي الساعة السادسة من مساء ذلك اليوم أبحر إلى إيطاليا بحماية من الجيش المصري. في 28 يوليو 1953، أصبح محمد نجيب أول رئيس لمصر، وكان ذلك بمثابة بداية الحكم المصري الحديث.

## التاريخ

### رئاسة نجيب (1953–1954)

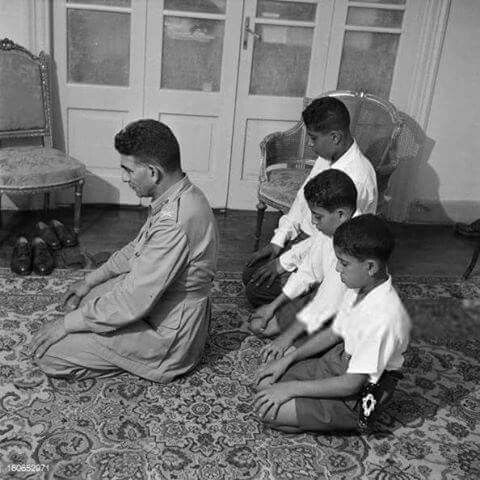
محمد نجيب يصلي مع أبنائه

بعد ثورة 1952 التي قامت بها حركة الضباط الأحرار، انتقل حكم مصر إلى أيدي الجيش وتم حظر جميع الأحزاب السياسية. في 18 يونيو 1953، تم إعلان جمهورية مصر، وكان الفريق أول محمد نجيب أول رئيس للجمهورية، وخدم في هذا المنصب لمدة تقل قليلاً عن عام ونصف، وبعد صراع قصير على السلطة تم وضعه تحت الإقامة الجبرية من قبل جمال عبد الناصر.

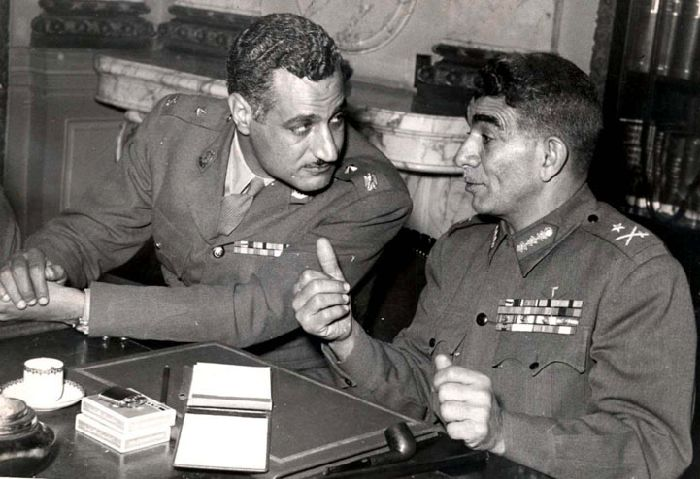
محمد نجيب وجمال عبد الناصر

### رئاسة ناصر (1954–1958)

العلم الرسمي المشترك لجمهورية مصر

أُجبر نجيب على الاستقالة في عام 1954 على يد جمال عبد الناصر - القومي العربي والمهندس الرئيسي لحركة 1952 - وتم وضعه لاحقًا تحت الإقامة الجبرية. وبعد استقالة نجيب، ظل منصب الرئيس شاغرًا حتى انتخاب جمال عبد الناصر عام 1956.

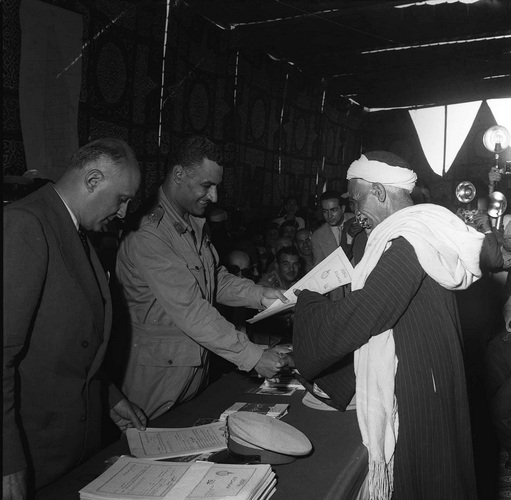
ناصر يسلم الوثائق لأحد الفلاحين المصريين في حفل توزيع الأراضي في المنيا عام 1954

وبعد انتهاء الفترة الانتقالية التي دامت ثلاث سنوات بتولي عبد الناصر رسميًا السلطة، اصطدمت سياساته الخارجية الداخلية والمستقلة بشكل متزايد مع المصالح الإقليمية للمملكة المتحدة وفرنسا. وقد أدانت الأخيرة دعمه القوي لاستقلال الجزائر، وكانت حكومة إيدن في المملكة المتحدة غاضبة بسبب حملة عبد الناصر ضد حلف بغداد. بالإضافة إلى ذلك، أدى تمسك عبد الناصر بالحياد فيما يتعلق بالحرب الباردة، والاعتراف بالصين الشيوعية، وصفقات الأسلحة مع الكتلة الشرقية، إلى نفور الولايات المتحدة. في 19 يوليو 1956، سحبت الولايات المتحدة والمملكة المتحدة فجأة عرضهما لتمويل بناء السد العالي في أسوان، مشيرين إلى مخاوف من احتمالية أن المشروع سوف يثقل كاهل الاقتصاد المصري.
في أكتوبر 1954، اتفقت مصر والإمبراطورية البريطانية على إلغاء اتفاقية السيادة المشتركة الإنجليزية المصرية لعام 1899 ومنح السودان الاستقلال لتصبح جمهورية السودان؛ دخلت الاتفاقية حيز التنفيذ في 1 يناير 1956.
تولى عبد الناصر السلطة كرئيس في يونيو 1956. أكملت القوات البريطانية انسحابها من منطقة قناة السويس المحتلة في 13 يونيو 1956. وفي 26 يوليو 1956، ألقى عبد الناصر خطابًا في الإسكندرية أعلن فيه تأميم الشركة العالمية لقناة السويس البحرية كوسيلة لتمويل مشروع السد العالي في ظل الانسحاب البريطاني الأمريكي. وفي خطابه، أدان الإمبريالية البريطانية في مصر والسيطرة البريطانية على أرباح الشركة، وأكد أن للمصريين الحق في السيادة على الممر المائي، خاصة وأن «120 ألف مصري ماتوا أثناء بناءه». قام بتأميم قناة السويس في نفس يوم الخطاب؛ أدى نهجه العدائي تجاه إسرائيل والقومية الاقتصادية إلى بداية الحرب العربية الإسرائيلية الثانية (أزمة السويس)، حيث احتلت إسرائيل (بدعم من فرنسا والمملكة المتحدة) شبه جزيرة سيناء والقناة. انتهت الحرب بسبب التدخل الدبلوماسي للولايات المتحدة والاتحاد السوفيتي،، وتمت استعادة الوضع الراهن. كان هذا الاقتراح من الناحية الفنية خرقًا للاتفاقية الدولية التي وقعها مع المملكة المتحدة في 19 أكتوبر 1954، على الرغم من أنه ضمن أن جميع المساهمين الحاليين سيتم سداد أموالهم.

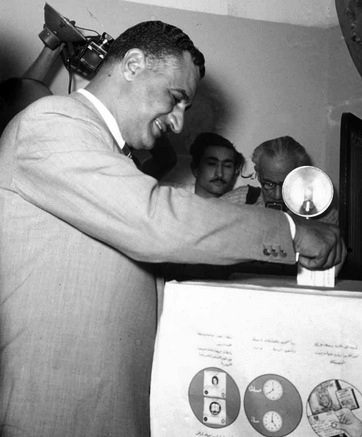
ناصر يدلي بصوته في الاستفتاء على الدستور المقترح في 23 يونيو 1956

استقبل الجمهور إعلان التأميم بعاطفة شديدة، وخرج الآلاف في جميع أنحاء الوطن العربي إلى الشوارع وهم يرددون شعارات الدعم. قال السفير الأمريكي هنري بيرود: «لا أستطيع المبالغة في التأكيد على شعبية تأميم شركة القناة داخل مصر، حتى بين أعداء عبد الناصر». كتب عالم السياسة المصري محمود حمد أنه قبل عام 1956، كان عبد الناصر قد عزز سيطرته على مصر من خلال البيروقراطيات العسكرية والمدنية، ولكن فقط بعد تأميم القناة اكتسب شرعية شعبية شبه كاملة ورسخ نفسه بقوة باعتباره «الزعيم الكاريزمي» و«المتحدث باسم الجماهير ليس فقط في مصر، بل في جميع أنحاء العالم الثالث». وفقًا لأبو الريش، كان هذا أكبر انتصار عربي لناصر في ذلك الوقت و«سرعان ما وجدت صوره في خيام اليمن، وأسواق مراكش، والفيلات الفاخرة في سوريا». كان السبب الرسمي للتأميم هو أن أموال القناة ستستخدم في بناء السد في أسوان. وفي اليوم نفسه، أغلقت مصر القناة أمام الملاحة إسرائيل|الإسرائيلية]].

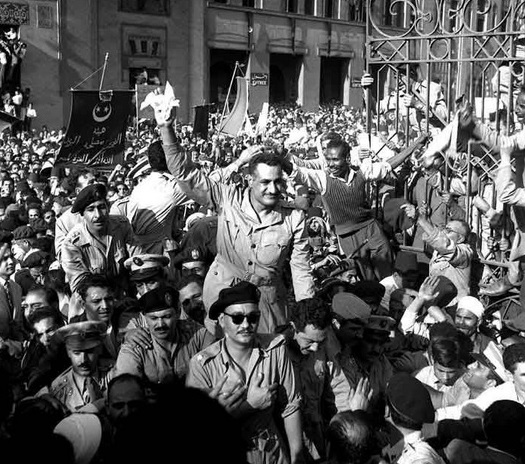
استقبال الحشود لناصر في الإسكندرية بعد يوم واحد من إعلانه الانسحاب البريطاني ومحاولة اغتياله في 27 أكتوبر 1954.

لقد فاجأ التأميم بريطانيا والكومنولث التابع لها. لم تكن هناك مناقشة حول القناة في مؤتمر رؤساء وزراء الكومنولث في لندن في أواخر يونيو وأوائل يوليو. لكن الإجراء المصري هدد المصالح الاقتصادية والعسكرية البريطانية في المنطقة. تعرض رئيس الوزراء إيدن لضغوط داخلية هائلة من النواب المحافظين الذين أجروا مقارنات مباشرة بين أحداث عام 1956 وأحداث معاهدة ميونخ عام 1938. وبما أن الحكومة الأمريكية لم تدعم الاحتجاجات البريطانية، فقد قررت الحكومة البريطانية التدخل العسكري ضد مصر لتجنب الانهيار الكامل للهيبة البريطانية في المنطقة.[بحاجة لمصدر]
كان إيدن يقيم مأدبة عشاء للملك فيصل الثاني ملك العراق ورئيس وزرائه نوري السعيد، عندما علم أنه تم تأميم القناة. كلاهما نصحا إيدن بشكل لا لبس فيه بـ «اضرب ناصر بشدة، اضربه قريبًا، اضربه بنفسك» - وهو الموقف الذي شاركته الغالبية العظمى من الشعب البريطاني في الأسابيع اللاحقة. «هناك الكثير من الهراء بشأن السويس،» سجل جاي ميلارد، أحد السكرتيرين الخاصين لإيدن، لاحقًا. «ينسى الناس أن هذه السياسة في ذلك الوقت كانت تحظى بشعبية كبيرة.» وكان زعيم المعارضة هيو جايتسكيل حاضرًا أيضًا في العشاء. ووافق على الفور على أن العمل العسكري قد يكون لا مفر منه، لكنه حذر من أن إيدن سيتعين عليه إبقاء الأميركيين على اطلاع عن كثب. بعد أن أعربت جلسة لمجلس العموم عن غضبها من الإجراء المصري في 27 يوليو، اعتقد إيدن بشكل مبرر أن البرلمان سيدعمه؛ تحدث جايتسكيل نيابة عن حزبه عندما وصف التأميم بأنه «خطوة متعجرفة وغير مبررة على الإطلاق». عندما ألقى إيدن خطابًا وزاريًا حول التأميم، رفض حزب العمال حقه في الرد.

### العدوان الثلاثي
في 29 أكتوبر، غزت إسرائيل سيناء المصرية. وكانت عملية قادش أول العمليات العسكرية الإسرائيلية في حرب العدوان الثلاثي وهي عملية حصلت على اسمها من قادش القديمة، الواقعة في شمال سيناء، والتي تم ذكرها عدة مرات في التوراة العبري. كان التخطيط العسكري الإسرائيلي لهذه العملية في سيناء مركزًا على أربعة أهداف عسكرية رئيسية؛ شرم الشيخ، العريش، أبو عجيلة، وقطاع غزة. كان الحصار المصري لمضيق تيران متمركزًا في شرم الشيخ، ومن خلال الاستيلاء على المدينة، ستتمكن إسرائيل من الوصول إلى البحر الأحمر لأول مرة منذ عام 1953، مما سيسمح لها باستعادة المزايا التجارية المتمثلة في المرور الآمن في البحر الأحمر إلى المحيط الهندي.

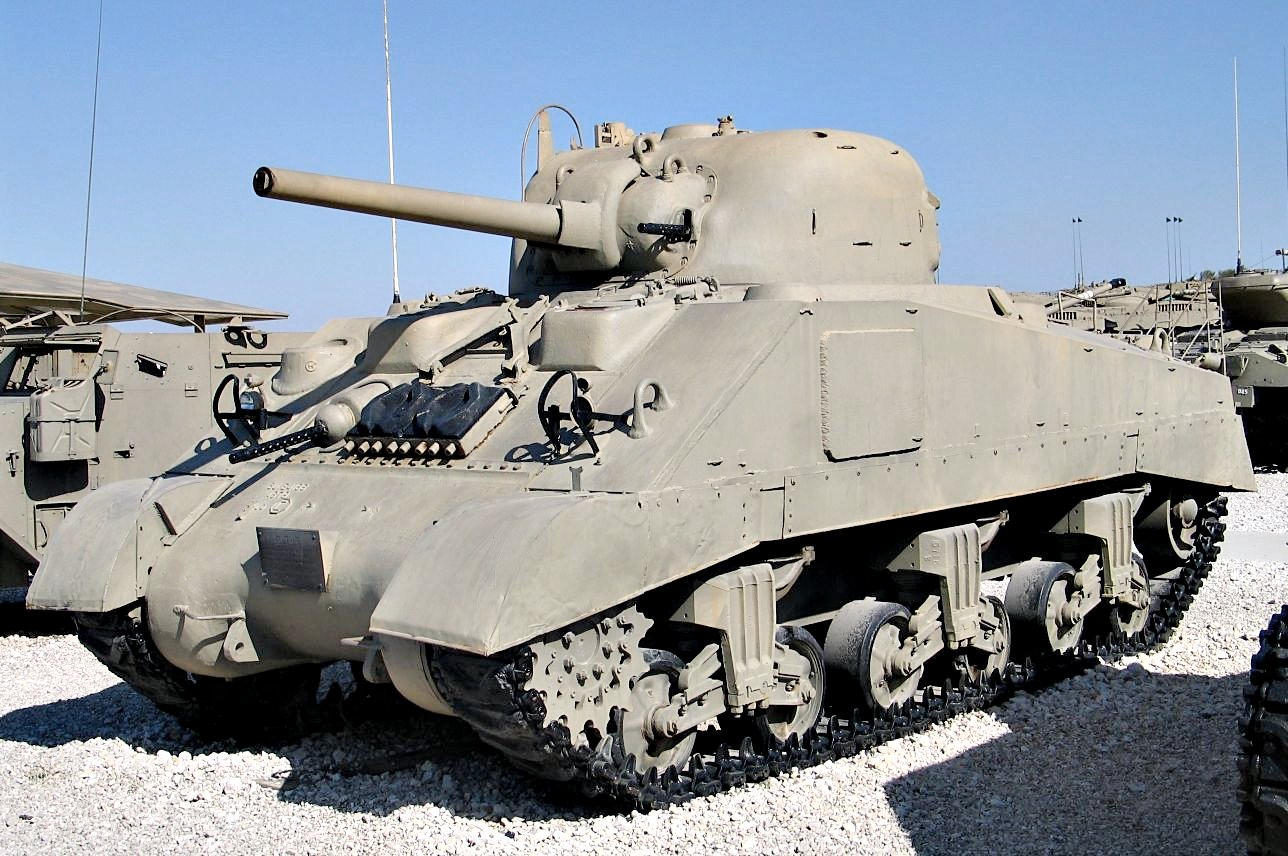
دبابات M4A4 شيرمان الإسرائيلية في حملة سيناء.

تم اختيار قطاع غزة كهدف عسكري آخر لأن إسرائيل ترغب في إزالة مناطق تدريب مجموعات الفدائيين، ولأن إسرائيل أدركت أن مصر يمكن أن تستخدم المنطقة كقاعدة انطلاق لشن هجمات ضد القوات الإسرائيلية المتقدمة. دعت إسرائيل إلى تحقيق تقدم سريع، وهو ما قد يمثل له هجوم مصري محتمل خطرًا أكبر. كانت العريش وأبو عجيلة مراكز مهمة للجنود والمعدات ومراكز القيادة والسيطرة للجيش المصري في سيناء، ومن شأن السيطرة عليهم أن يوجه ضربة قاضية للعملية الإستراتيجية المصرية في شبه الجزيرة بأكملها. كان من المأمول أن يكون الاستيلاء على هذه الأهداف الأربعة هو الوسيلة التي سيتم من خلالها هزيمة الجيش المصري بأكمله وسقوطه مرة أخرى في مصر، والتي ستتمكن بعد ذلك القوات البريطانية والفرنسية من صد التقدم الإسرائيلي، وسحقه في مواجهة حاسمة. في 24 أكتوبر، أمر ديان بتعبئة جزئية. وعندما أدى ذلك إلى حالة من الارتباك، أمر ديان بالتعبئة الكاملة، واختار المخاطرة حتى ينبه المصريين، وكجزء من محاولته للحفاظ على المفاجأة، أمر ديان القوات الإسرائيلية التي كانت متجهة إلى سيناء بالتمركز بشكل متفاخر بالقرب من الحدود مع الأردن أولاً، وكان الهدف من ذلك خداع المصريين ودفعهم إلى الاعتقاد بأن الضربة الإسرائيلية الرئيسية كانت على الأردن.
في 28 أكتوبر، تم تنفيذ عملية تارنيغول، والتي اعترضت خلالها طائرة إسرائيلية من طراز غلوستر ميتيور طائرة مصرية من طراز إليوشن إي أل-14 كانت تقل ضباطًا مصريين في طريقها من سوريا إلى مصر، مما أسفر عن مقتل 16 ضابطًا وصحفيًا مصريًا واثنين من أفراد الطاقم. ويُعتقد أن الطائرة إليوشن كانت تقل المشير عبد الحكيم عامر وهيئة الأركان العامة المصرية؛ لكن هذا لم يكن هو الحال.
بدأ الصراع في 29 أكتوبر 1956. في حوالي الساعة 3:00 عصرًا، شنت طائرات موستانج تابعة للقوات الجوية الإسرائيلية سلسلة من الهجمات على المواقع المصرية في جميع أنحاء سيناء. ولأن المخابرات الإسرائيلية توقعت أن يدخل الأردن الحرب إلى جانب مصر، فقد تمركز الجنود الإسرائيليون على طول الحدود الإسرائيلية الأردنية. قامت شرطة الحدود الإسرائيلية بعسكرة الحدود الإسرائيلية الأردنية، بما في ذلك الخط الأخضر مع الضفة الغربية، خلال الساعات القليلة الأولى من الحرب. وتم فرض حظر التجول على القرى العربية الإسرائيلية الواقعة على طول الحدود الأردنية. وأدى ذلك إلى مقتل 48 مدنيًا في قرية كفر قاسم العربية في حدث عرف باسم مذبحة كفر قاسم. وفي وقت لاحق، تمت محاكمة وسجن رجال شرطة الحدود المتورطين في عمليات القتل، حيث وجدت محكمة إسرائيلية أن الأمر بإطلاق النار على المدنيين كان «غير قانوني بشكل صارخ». كان لهذا الحدث تأثيرات كبيرة على القانون الإسرائيلي فيما يتعلق بأخلاقيات الحرب وتأثيرات أكثر دقة على الوضع القانوني للمواطنين العرب في إسرائيل، الذين كانوا يُعتبرون في ذلك الوقت طابورًا خامسًا.
أصدرت بريطانيا وفرنسا إنذارًا مشتركًا لوقف إطلاق النار، لكن تم تجاهله. في 5 نوفمبر، قامت بريطانيا وفرنسا بإنزال قوات مظلية على طول قناة السويس. وأثناء هزيمة القوات المصرية، قامت بإغلاق القناة أمام جميع السفن. أصبح من الواضح فيما بعد أن إسرائيل وفرنسا وبريطانيا تآمروا للتخطيط للغزو. لقد حقق الحلفاء الثلاثة عددًا من أهدافهم العسكرية، لكن القناة كانت عديمة الفائدة. أدى الضغط السياسي الشديد من الولايات المتحدة والاتحاد السوفيتي إلى الانسحاب. حيث حذر الرئيس الأمريكي دوايت أيزنهاور بريطانيا بشدة من مغبة الغزو؛ إذ هدد بإلحاق أضرار جسيمة بالنظام المالي البريطاني من خلال بيع سندات الحكومة الأمريكية بالجنيه الإسترليني. يخلص المؤرخون إلى أن الأزمة «تدل على نهاية دور بريطانيا العظمى كواحدة من القوى الكبرى في العالم».

### قيام الجمهورية العربية المتحدة
مع تزايد عدم الاستقرار السياسي في سوريا، تم إرسال وفود من البلاد إلى عبد الناصر للمطالبة بالوحدة الفورية مع مصر. رفض ناصر الطلب في البداية، مشيرًا إلى عدم توافق النظامين السياسي والاقتصادي بين البلدين، وعدم التواصل، وسجل الجيش السوري في التدخل في السياسة، والانقسام العميق بين القوى السياسية السورية. ومع ذلك، في يناير 1958، تمكن وفد سوري ثانٍ من إقناع عبد الناصر باستيلاء الشيوعيين الوشيك على السلطة وما يترتب على ذلك من انزلاق البلاد إلى حرب أهلية. وافق ناصر بعد ذلك على الاتحاد، ولكن بشرط أن يكون اندماجًا سياسيًا كاملاً معه كرئيس له، وهو ما وافق عليه المندوبون والرئيس السوري شكري القوتلي. في 1 فبراير، تم إعلان الجمهورية العربية المتحدة، ووفقًا لدويشا، كان رد فعل العالم العربي «مذهولًا، وسرعان ما تحول إلى نشوة خارجة عن السيطرة». أمر عبد الناصر بشن حملة ضد الشيوعيين السوريين، وعزل العديد من الشيوعيين من مناصبهم الحكومية.
وفي زيارة مفاجئة إلى دمشق للاحتفال بالاتحاد في 24 فبراير، استقبلت حشود بمئات الآلاف ناصر. أرسل ولي العهد الإمام بدر من شمال اليمن إلى دمشق ومعه مقترحات لضم بلاده إلى الجمهورية الجديدة. وافق ناصر على إنشاء اتحاد فيدرالي فضفاض مع اليمن -الولايات المتحدة العربية- بدلاً من التكامل التام. أثناء وجود عبد الناصر في سوريا، خطط الملك سعود لاغتياله أثناء رحلة عودته إلى القاهرة. في 4 مارس، خاطب عبد الناصر الجماهير في دمشق ولوح أمامهم بالشيك السعودي الممنوح لرئيس الأمن السوري، ودون علم السعوديين، مؤيد ناصر المتحمّس عبد الحميد السراج، لإسقاط طائرة ناصر. ونتيجة لمؤامرة سعود، فقد أجبره كبار أعضاء العائلة المالكة السعودية على التنازل بشكل غير رسمي عن معظم سلطاته لأخيه، الملك فيصل، أحد معارضي ناصر الرئيسيين الذين دافعوا عن الوحدة الإسلامية على حساب القومية العربية.
بعد يوم من الإعلان عن محاولة اغتياله، وضع عبد الناصر دستورًا مؤقتًا جديدًا أعلن فيه عن تشكيل مجلس وطني مكون من 600 عضو (400 من مصر و200 من سوريا) وحل جميع الأحزاب السياسية. أعطى ناصر لكل محافظة نائبين للرئيس: البغدادي وعامر في مصر، وصبري العسلي وأكرم الحوراني في سوريا. ثم غادر ناصر إلى موسكو للقاء نيكيتا خروتشوف. في الاجتماع، ضغط خروتشوف على ناصر لرفع الحظر عن الحزب الشيوعي، لكن ناصر رفض، مشيرًا إلى أنها مسألة داخلية وليست موضوعًا للنقاش مع القوى الخارجية. وبحسب ما ورد فوجئ خروتشوف ونفى أنه كان ينوي التدخل في شؤون الجمهورية العربية المتحدة. تمت تسوية الأمر حيث سعى الزعيمان إلى منع حدوث صدع بين بلديهما.
وبتشكيل مصر وسوريا عام 1958 الاتحاد السيادي الذي عرف باسم الجمهورية العربية المتحدة، تنتهي بذلك رسميًا جمهورية مصر.